# John Aspinall (cầu thủ bóng đá)
John Aspinall (sinh ngày 15 tháng 3 năm 1959) là một cựu cầu thủ bóng đá người Anh thi đấu ở vị trí tiền vệ chạy cánh cho Tranmere Rovers, Altrincham và Bangor City. Ông có 139 lần ra sân cho Tranmere, ghi được 30 bàn.